# Ochlandra
Genre
Ochlandra est un genre de plantes monocotylédones de la famille des Poaceae, originaire de Madagascar et d'Inde.
Ce genre compte une dizaine d'espèces, dont plusieurs sont endémiques des Ghats occidentaux (Inde).
Ces plantes sont des bambous vivaces, dont les chaumes ligneux et persistants, aux entrenœuds creux, peuvent atteindre de 2 à 6 m de haut et jusqu'à 5 cm de diamètre.

## Liste d'espèces
Selon Catalogue of Life (13 juillet 2016) :
- Ochlandra beddomei Gamble
- Ochlandra ebracteata Raizada & Chatterji
- Ochlandra keralensis M.Kumar, Remesh & Sequiera
- Ochlandra scriptoria (Dennst.) C.E.C.Fisch.
- Ochlandra setigera Gamble
- Ochlandra sivagiriana (Gamble) E.G.Camus
- Ochlandra soderstromiana M.Kumar & Sequiera
- Ochlandra spirostylis M.Kumar, K.K.Seethal. & Sequiera
- Ochlandra stridula Thwaites
- Ochlandra talbotii Brandis
- Ochlandra travancorica (Bedd.) Gamble
- Ochlandra wightii (Munro) C.E.C.Fisch.

Selon World Checklist of Selected Plant Families (WCSP) (13 juillet 2016) :
- Ochlandra beddomei Gamble (1896)
- Ochlandra ebracteata Raizada & Chatterji (1963)
- Ochlandra keralensis M.Kumar, Remesh & Sequiera (2001)
- Ochlandra scriptoria (Dennst.) C.E.C.Fisch. (1934)
- Ochlandra setigera Gamble (1896)
- Ochlandra spirostylis M.Kumar, K.K.Seethal. & Sequiera (1999)
- Ochlandra stridula Thwaites (1864)
- Ochlandra talbotii Brandis (1906)
- Ochlandra travancorica (Bedd.) Gamble (1896)
- Ochlandra wightii (Munro) C.E.C.Fisch. (1934)